# Spirkenwald Oberer Tritt
Spirkenwald Oberer Tritt este o arie protejată (arie specială de conservare — SAC, sit de importanță comunitară — SCI) din Austria întinsă pe o suprafață de 12,7 ha, integral pe uscat.

## Localizare
Centrul sitului Spirkenwald Oberer Tritt este situat la coordonatele 47°08′08″N 9°42′31″E / 47.1356°N 9.7086°E.

## Înființare
Situl Spirkenwald Oberer Tritt a fost declarat sit de importanță comunitară în februarie 2002 pentru a proteja 3 specii de animale. Situl a fost protejat și ca arie specială de conservare în august 2003.

## Biodiversitate
Situată în ecoregiunea alpină, aria protejată conține 2 habitate naturale: Tufărișuri cu Pinus mugo și Rhododendron hirsutum (Mugo-Rhododendretum hirsuti), Păduri montane și subalpine de Pinus uncinata (* dezvoltate pe substrat gipsos sau calcaros).
La baza desemnării sitului se află mai multe specii protejate de  păsări (3): cocoșul de mesteacăn (Bonasa bonasia), ciocănitoare de munte (Picoides tridactylus), cocoșul de mesteacăn (Tetrao tetrix tetrix).
Pe lângă speciile protejate, pe teritoriul sitului au mai fost identificate 1 specie de mamifere, 2 specii de reptile.